# 新城街道 (乌兰浩特市)
新城街道是中华人民共和国内蒙古自治区兴安盟乌兰浩特市下辖的一个街道办事处。

## 行政区划
新城街道下辖以下村级行政区划单位：
天骄社区、白音社区、关店社区、满达社区、联军村。